# Thyrosticta incerta
Thyrosticta incerta là một loài bướm đêm thuộc phân họ Arctiinae, họ Erebidae.